# تادا میتسویوری
تادا میتسویوری (به ژاپنی: 多田 満頼 Tada Mitsuyori)؛ (۱۵۰۱ – ۱۵۶۳) یک سامورایی در دوره سنگوکو و یکی از ۲۴ ژنرال تاکدا شینگن بود.